# Tributarista
Tributarista é o profissional especializado no estudo do sistema tributário, geralmente com formação em Direito, Economia, Administração de Empresas, Contabilidade, Gestão Financeira e mais recentemente em Tecnologia da Informação, e que demonstra grande conhecimento em legislação, doutrina e decisões tributárias em âmbito tributário e fiscal.[carece de fontes?]

## Estatísticas de profissionais
No mundo estima-se que exista pelo menos de 2 milhões de tributaristas e profissionais tributários, e conforme a base de usuários do LinkedIn Ads e do Twitter Ads. No Brasil estima-se que exista pelo menos 40 mil tributaristas e profissionais tributários, conforme a base de usuários do LinkedIn Ads e do Twitter Ads, assim como os diversos grupos de estudos existentes no LinkedIn. A exemplo disso, o Tributário, a plataforma colaborativa pioneira no Brasil em conteúdo on-line, conta com mais de 70 mil membros.

## Principais associações e institutos no Brasil
Os principais institutos e associações tributários no Brasil são:
- IBPT - Instituto Brasileiro de Planejamento Tributário.[9] Instituto com maior reconhecimento nacional, principalmente quando se trata das questões de cálculos da carga tributária brasileira, tal como o Impostômetro,[10] De Olho no Imposto[11] e Empresômentro.[12]

- IBET - Instituto Brasileiro de Estudos Tributários.[13] Tradicional instituto sediado em São Paulo.

- ABRADT – Associação Brasileira de Direito Tributário.[14] Tradicional instituto sediado em Minas Gerais.

- IDEPE - Instituto Geraldo Ataliba.[15] Tradicional instituto sediado em São Paulo.

- IBDT - Instituto Brasileiro de Direito Tributário.[16] Tradicional instituto sediado em São Paulo.

- ABDF - Associação Brasileira de Direito Financeiro.[17] Tradicional instituto sediado no Rio de Janeiro.

- APET - Associação Paulista de Estudos Tributários.[18] Tradicional instituto sediado em São Paulo.